# دیوید نوریس (بازیکن فوتبال)
دیوید نوریس (انگلیسی: David Norris؛ زادهٔ ۲۲ فوریهٔ ۱۹۸۱) یک بازیکن فوتبال اهل بریتانیا است.